# Canton de Morlaàs
Le canton de Morlaàs est une ancienne division administrative française, située dans le département des Pyrénées-Atlantiques et la région Aquitaine.

## Composition
Le canton regroupe 29 communes :
- Abère
- Andoins
- Anos
- Arrien
- Barinque
- Bernadets
- Buros
- Escoubès
- Eslourenties-Daban
- Espéchède
- Gabaston
- Higuères-Souye
- Lespourcy
- Lombia
- Maucor
- Montardon
- Morlaàs
- Ouillon
- Riupeyrous
- Saint-Armou
- Saint-Castin
- Saint-Jammes
- Saint-Laurent-Bretagne
- Saubole
- Sedzère
- Sendets
- Serres-Castet
- Serres-Morlaàs
- Urost.

## Histoire
- En 1790[1], le canton de Morlaàs s'étendait aux communes du canton actuel, augmentées de Eslourenties-Darré et Limendous de l'actuel canton de Pontacq.

- De 1833 à 1848, les cantons de Montaner et de Morlaas avaient le même conseiller général. Le nombre de conseillers généraux était limité à 30 par département[2].

## Représentation

### Conseillers généraux de 1833 à 2015
| Période                           | Identité                                         | Parti              | Qualité                                                                                            |
| --------------------------------- | ------------------------------------------------ | ------------------ | -------------------------------------------------------------------------------------------------- |
| 1833-1852                         | Pierre Lysis Baron de Laussat                    | Droite             | Ancien officier, propriétaire du château de Bernadets à Morlaàs Représentant du peuple (1848-1851) |
| 1852-1862                         | Jacques Edouard de Lamolère                      |                    | Avocat, propriétaire, rentier, conseiller d'arrondissement, Morlaàs                                |
| 1862-1870 (décès)                 | Anne-Armand-Elie Comte de Gontaut-Biron          | Droite             | Propriétaire du château de Navailles Député (1871-1876) Sénateur (1876-1882)                       |
| 1870-1883                         | Baron Alexandre de Bordenave d'Abère (1812-1890) | Droite légitimiste | Ancien substitut du Procureur général près la Cour Impériale de Pau, propriétaire à Abère          |
| août 1883- octobre 1883 (décès)   | Henri de Paul, dit Depaul                        | Républicain        | Propriétaire à Morlaàs                                                                             |
| 1884-1890 (décès)                 | Amédée de Paul                                   | Républicain        | Propriétaire à Morlaàs                                                                             |
| 1891-1907                         | Henri Ferré                                      | Républicain        | Docteur en médecine, fondateur de la maternité de Pau                                              |
| 1907-1913                         | Bertrand Chaperot                                | Rad. modéré        | Négociant à Morlaàs Conseiller d'arrondissement                                                    |
| août 1913- septembre 1913 (décès) | Stéphane Bielle                                  | Républicain        | Propriétaire à Pau                                                                                 |
| 1913-1921 (décès)                 | Bernard Lahitte                                  |                    | Notaire à Morlaàs                                                                                  |
| 1922-1925                         | Guillaume Touya                                  | Rad.               | Maire de Saint-Armou, conseiller d'arrondissement                                                  |
| 1925-1940                         | Louis Depiérris                                  | RG                 | Médecin Propriétaire à Morlaàs Nommé conseiller départemental en 1943                              |
|                                   |                                                  |                    | |
| 1945-1971 (décès)                 | Gaston Menjot                                    | DVG puis DVD       | Docteur en médecine, adjoint au maire de Morlaàs                                                   |
| 5 mars 1972-1976                  | Louis Lahitte                                    | Centriste          | Exploitant agricole, Maire d'Andoins, Président de la MSA                                          |
| 1976-2008                         | Pierre Menjucq                                   | UDF-CDS            | Médecin, conseiller régional, député (2000-2002)                                                   |
| 2008-2015                         | Stéphane Coillard                                | PS                 | Vice-Président du Conseil Général Chargé d’études pour un laboratoire de l’Université de Pau.      |

### Conseillers d'arrondissement (de 1833 à 1940)
| Période                                  | Période      | Identité                                                                | Étiquette | Qualité |
| ---------------------------------------- | ------------ | ----------------------------------------------------------------------- | --------- | --- |
| 1833                                     | 1836         | Cyprien Marie Hilarion Bordenave d'Abère (1781-1863)                    |           | Propriétaire à Abère                                                                                        |
| 1836                                     | 1839         | Jacques Christophe Silvain Lamolère (1773-1863)                         |           | Propriétaire à Morlaàs                                                                                      |
|                                          |              |                                                                         |           | |
| 1842                                     | 1852         | Jacques Edouard Lamolère (1800,1877, fils de J.C.S. Lamolère)           |           | Avocat à Morlaàs                                                                                            |
|                                          |              |                                                                         |           | |
| 1889                                     | 1900 (décès) | M. Cathalogne                                                           |           | Notaire à Morlaàs                                                                                           |
|                                          |              |                                                                         |           | |
|                                          | 1921 (décès) | Auguste Casamayor Dufaur, dit Comte de Planta de Wildemberg (1872-1921) |           | Docteur en médecine à Mauléon-Licharre                                                                      |
| 1921                                     | 1922         | Guillaume Touya                                                         | Radical   | Maire de Saint-Armou                                                                                        |
| 1922                                     | 1925         | Jean Claverie                                                           |           | Maire de Sedzère                                                                                            |
| 1925                                     | 1940         | Guillaume Touya                                                         | Radical   | Maire de Saint-Armou, ancien conseiller général                                                             |
| 1940                                     |              |                                                                         |           | Les conseils d'arrondissement ont été suspendus par la loi du 12 octobre 1940 et n'ont jamais été réactivés |
| Les données manquantes sont à compléter. |              |                                                                         |           | |

## Démographie
| 1962  | 1968  | 1975   | 1982   | 1990   | 1999   | 2006   | 2011   | 2012   |
| ----- | ----- | ------ | ------ | ------ | ------ | ------ | ------ | ------ |
| 7 645 | 8 302 | 10 015 | 13 820 | 16 383 | 18 573 | 20 938 | 22 058 | 22 403 |